# Tempest (альбом)
Tempest  — тридцять п'ятий студійний альбом американського музиканта та автора пісень Боба Ділана, виданий 10 вересня 2012 року лейблом Columbia Records. Альбом було записано у студії Джексона Брауна «Groove Masters Studios» у м. Санта-Моніка, Каліфорнія. Практично всі пісні Ділан написав сам (окрім «Duquesne Whistle», яка була написана у співавторстві із Робертом Хантером).
Альбом досяг № 3 у чарті Billboard 200 та отримав загальне схвалення від музичних критиків. Журнал Rolling Stone поставив Tempest на 4 місце у своєму списку «50 найкращих альбомів 2012 року».

## Про альбом
Назва альбому стала причиною побоювань шанувальників, що ця платівка стане останньою роботою Ділана. Причиною цих думок є схожість із заголовком останньої п'єси Вільяма Шекспіра — Бур'я (англ. The Tempest). Проте згодом музикант заявив: «Остання п'єса Шекспіра називається The Tempest, а назва мого запису — просто Tempest. Це дві різні назви».
До альбому увійшло 10 композицій, одна із яких — «Roll on John» — присвячена Джону Леннону і містить посилання на деякі його пісні, включно із «Come Together» і «A Day in the Life» The Beatles.
На обкладинці альбому в червоних тонах зображена одна із скульптур Карла Кудмана, яка знаходиться на площі перед Будинком парламенту Австрії.
Перед випуском альбому було представлено сингл «Duquesne Whistle» і музичне відео австралійського режисера Неша Еджертона, про яке редакція журналу Rolling Stone написала:
|  | «Duquesne Whistle» починається у стилі фільмів Чарлі Чапліна - як світла комедія про молодого чоловіка, який намагається вразити дівчину, котру побачив на вулиці, а в результаті все повертається шокуючою темною стороною, схожою на видалені сцени із «Славних хлопців» |

Tempest вийшов як на фізичних носіях — CD та вініл — так і у форматі цифрового завантаження. Замовлення альбому доступне і в інтернет-магазині Боба Ділана, де разом із платівкою пропонується губна гармоніка музиканта — Hohner.

## Список композицій
| #   | Назва                   | Тривалість |
| --- | ----------------------- | ---------- |
| 1.  | «Duquesne Whistle»      | 5:43       |
| 2.  | «Soon After Midnight»   | 3:27       |
| 3.  | «Narrow Way»            | 7:28       |
| 4.  | «Long and Wasted Years» | 3:46       |
| 5.  | «Pay in Blood»          | 5:09       |
| 6.  | «Scarlet Town»          | 7:17       |
| 7.  | «Early Roman Kings»     | 5:16       |
| 8.  | «Tin Angel»             | 9:05       |
| 9.  | «Tempest»               | 13:54      |
| 10. | «Roll On John»          | 7:25       |

## Учасники запису

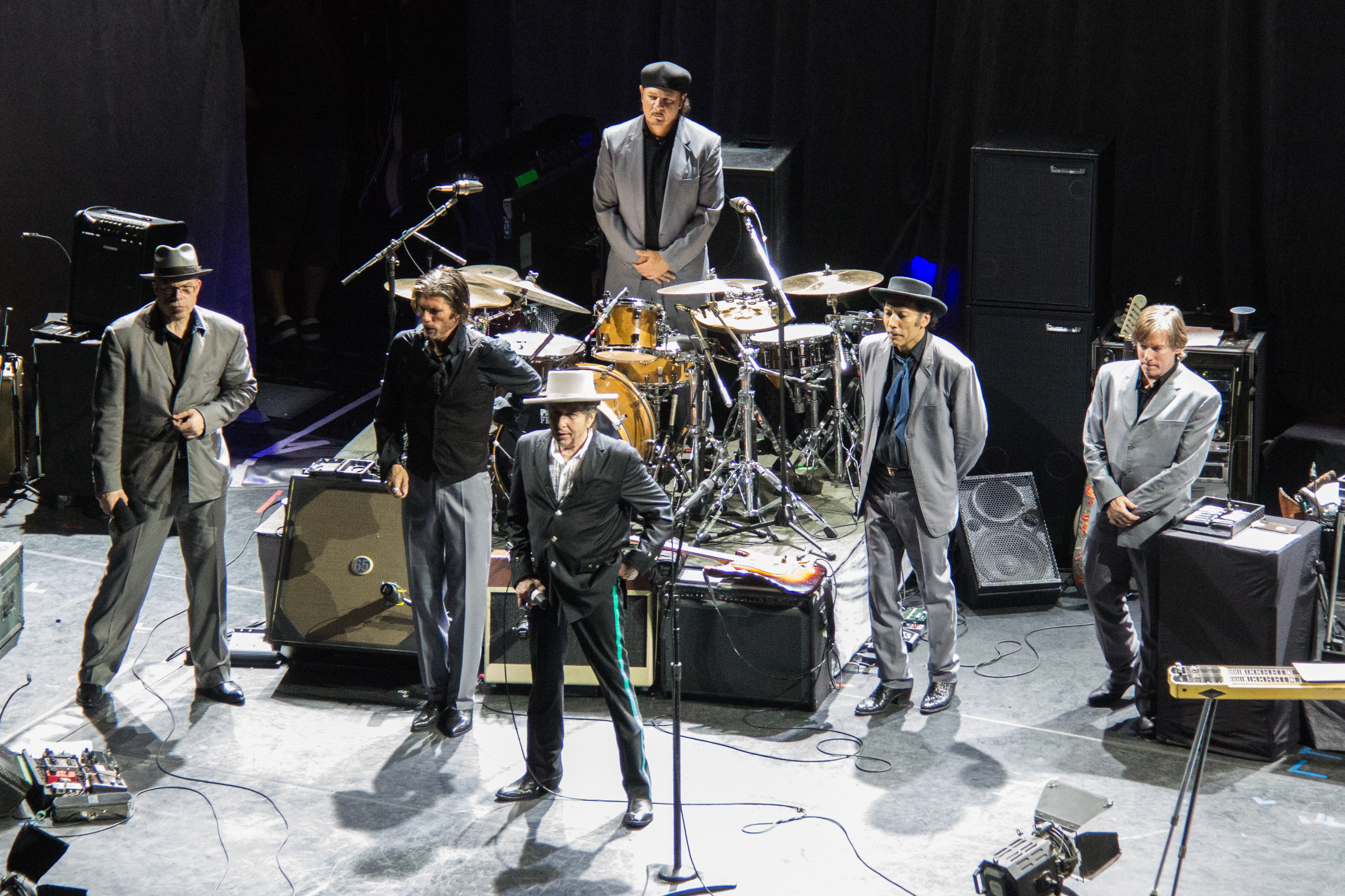
Музичний колектив Боба Ділана у 2012 році; зліва направо: Стю Кімболл, Чарлі Секстон, Боб Ділан, Тоні Гарньє, Донні Геррон, за ударною установкою Джордж Дж. Рецелі

- Боб Ділан — вокал, гітара, клавішні, фортепіано
- Тоні Гарньє — бас-гітара
- Джордж Дж. Рецелі — ударні
- Донні Геррон — слайд-гітара, банджо, скрипка, мандоліна
- Чарлі Секстон — гітара
- Стю Кімболл — гітара
- Девід Ідальго — гітара, акордеон, скрипка

Технічний персонал
- Скотт Літт — звукорежисер, зведення
- Дана Нільсен — звукорежисер, зведення
- Олександо Ленгауер — фотографія для лицевої сторони обкладинки
- Вільям Клакстон — фотографія для зворотньої сторони обкладинки
- Джон Ширер — фотографії для буклету
- Альберт Уотсон — додаткові фотографії для буклету
- Коко Сіномія — дизайн